# Ryłowice
Ryłowice – wieś w Polsce położona w województwie świętokrzyskim, w powiecie sandomierskim, w gminie Samborzec.
| SIMC    | Nazwa            | Rodzaj    |
| ------- | ---------------- | --------- |
| 0807033 | Ryłowice-Kolonia | część wsi |

W latach 1975–1998 miejscowość administracyjnie należała do województwa tarnobrzeskiego.

## Dawne części wsi – obiekty fizjograficzne
W latach 70. XX wieku przyporządkowano i opracowano spis lokalnych części integralnych dla Ryłowic zawarty w tabeli 1.

| Nazwa wsi – miasta   | Nazwy części wsi – miasta | Nazwy obiektów fizjograficznych – charakter obiektu                                                              |
| -------------------- | ------------------------- | --- |
| I. Gromada CHOBRZANY |                           | |
| 1. Ryłowice          |                           | 1. Berdechów – pole, łąka 2. Dołki – pole 3. Gajowiny – pole 4. Kałki – pole 5. Piachy – pole 6. Sachalin – pole |